# Ballymena (oraș)
Ballymena (din irlandeză an Baile Meánach „locul de mijloc”) este un oraș din comitatul Antrim, Irlanda de Nord (parte a Regatului Unit). La recensământul Regatului Unit din 2021, avea o populație de 31.205 locuitori, ceea ce îl face al șaptelea oraș ca mărime din Irlanda de Nord ca populație. Face parte din districtul Mid and East Antrim.
Orașul a fost construit pe râul Braid, pe un teren dăruit familiei Adair de către regele Carol I în 1626, cu dreptul de a ține două târguri anuale și sâmbăta zi de piață. Satele din împrejurimi sunt Cullybackey, Ahoghill, Broughshane și Kells-Connor.
Ballymena este descrisă de unii observatori ca fiind în centrul echivalentului din Irlanda de Nord al Bible Belt (o regiune cu populație protestantă fanatică).
În iunie 2025 au avut loc la Ballymena proteste violente anti-imigrație care au vizat mai ales pe români.

## Personalități născute aici
- James McHenry (November⁠(d) (1753 – 1816), om de stat;
- Alexander Campbell⁠(d) (1788 – 1866), om de stat;
- Roger David Casement⁠(d) (1864 - 1916), om de stat;
- David Samuel McWilliams⁠(d) (1945 - 2002), cântăreț;
- Clodagh Rodgers⁠(d) (1947 – 2025), cântăreață;
- Liam Neeson (n. 1952), actor;
- Nigel Worthington⁠(d) (n. 1961), fotbalist;
- William James Nesbitt⁠(d) (n. 1965), actor;
- Steven Davis (n. 1985), fotbalist.